# Barbeau méridional
Barbus meridionalis
Espèce
Statut de conservation UICN

 NT  : Quasi menacé

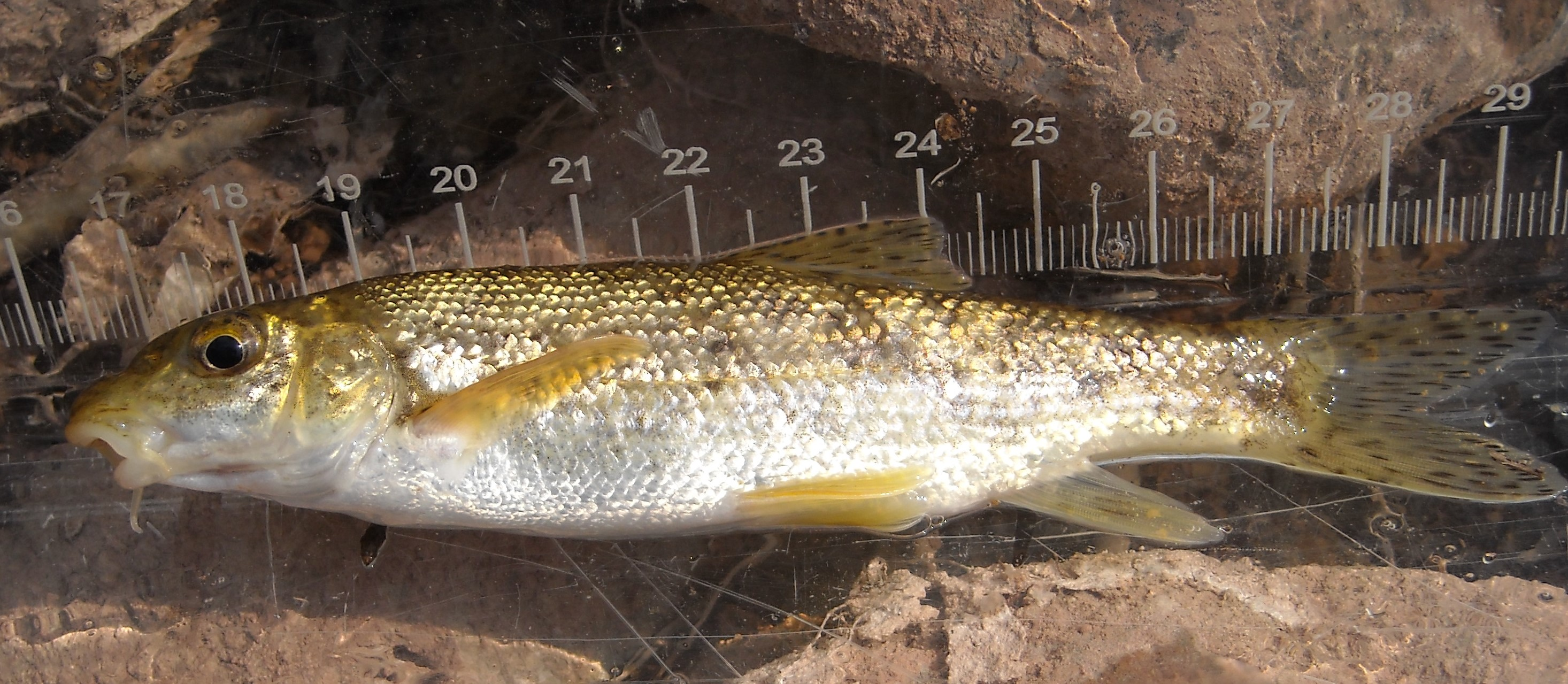

Le barbeau méridional (Barbus meridionalis) est un poisson cyprinidé du genre Barbus. Ses populations se limitent à des groupes épars uniquement présents dans les régions méditerranéennes d'Europe et au Nord-Ouest de la mer Noire. 

## Dénominations
On le nomme aussi barbeau truité, barbel, drogan, durgan, tourgan ou encore turgan selon les départements du Sud de la France. L'espèce est un vestige de la faune précédant les périodes glaciaires.

## Description
Il est plus petit et plus trapu que le barbeau commun. 

Il s'en distingue aussi par de plus grandes écailles, une nageoire anale très longue, une coloration dorée ponctuée de noir et surtout par l'absence totale de denticulations sur le dernier rayon dur de la nageoire dorsale, elle-même de profil convexe. 

## Aire de répartition
Le barbeau méridional est présent, par petites populations, du nord de la péninsule ibérique (où vit la sous-espèce Barbus meridionalis graellsi) jusqu'à l'Albanie, la Grèce et le Péloponnèse. 
Dans l'Oder, la Vistule, le Danube, le Dniestr, le Vardar, la Strouma et la Maritza vit la sous-espèce Barbus meridionalis petenyi, maintenant considérée comme une espèce à part entière Barbus petenyi.

## Statut de rareté ou de protection
Il est inscrit comme Rare dans le livre rouge des espèces menacées de poissons d'eau douce rédigé par l’Union internationale pour la conservation de la nature (UICN).

## Habitat
Le préférendum écologique de l'espèce est le fond de cours d'eau plutôt accidentés (souvent en basse ou moyenne montagne, 300 à 800 m d'attitude) selon Spillman (1961) et jusqu'à 1 000 m selon Berrebi et al. (1988), bien qu'il soit parfois trouvé bien plus près du niveau de la mer (à 50 m par exemple dans la Boyne en France), aux eaux plutôt claires et marquées par un courant important (au moins une partie de l'année)... Il semble qu'il n'est pas présent là où Barbus barbus est présent. Selon Berrebi et al. (1988) il serait caractéristique de sections de cours d'eau  de faible débit (en moyenne), séparés du lit principal par des zones rapides et des chutes, certaines sections pouvant s'assécher en été mais aussi subir des « crues décapantes une ou deux fois par an ». Il supporte une eau estivale plus chaude et moins oxygénée que ce qui est nécessaire aux salmonidés.
Dottrens (1952) et Spillman (1961) estiment que sa répartition géographique actuelle est la conséquence de la géographie des refuges glaciaires puis de phénomènes de recolonisation d'altitude ; son aire ancienne de répartition a probablement été bien plus étendue en période plus chaude avant les glaciations (durant lesquelles il aurait survécu dans les refuges glaçures, des zones plus épargnées par les grand froids (dont Danube et périphérie de la mer Noire). 

On pourrait déduire de ceci que l'espèce pourrait être favorisée par le réchauffement climatique.

## Génétique, hybridations...
Berrebi et ses collègues montrent en 1987 que le barbeau commun (Barbus barbus Linné, 1758) et le barbeau méridional vivent rarement dans le même habitat, et que quand c'est le cas, ils peuvent produire des hybrides féconds. Plusieurs cas géographiquement isolés en ont été repérés.
Depuis les années 1960 la génétique de Barbus barbus est étudiée, dont par Wolf et ses collègues (1969) puis par Hafez (1981). Dans les années 1970 une étude basée sur la cytologie, faite par Sofradzija et al. (1973) montre que le génome de la sous-espèce petenyi présente en Yougoslavie est tétraploïde (il possède 100 chromosomes, soit le double des 48 à 50 chromosomes comptés chez les Cyprinidés diploïdes (selon HAFEZ, 1981). En 1981, TRIANT APHYLLIDIS et al. (1981) confirment la tétraploïdie chez la sous-espèce peloponnesius. 
Une étude génétique de cette espèce a été faite à partir d'individus échantillonnés dans cinq petits cours d'eau (de moyenne altitude, situés dans les Pyrénées, le Massif central et les Alpes), basée sur une électrophorèse des allozymes de 34 locus a conclu à « une absence quasi totale de polymorphisme. Les seules exceptions ont été observées dans le Tech (Pyrénées-Orientales) où 3 locus sont polymorphes, et dans un ruisseau du Massif central où un allèle nul est présent. L'hypothèse d'un effet fondateur lié aux dernières glaciations est proposée pour expliquer ces observations. ».
Il peut s'hybrider avec Barbus barbus, qui dans le même habitat le concurrencerait (car de plus grande taille), mais le Barbeau méridional arrive à coloniser des zones où son cousin B. barbus n'accède pas ou ne survit pas. Selon Berrebi ses populations sont toujours petites et isolées. En raison des hybridations qui se produisent au moins depuis la fin de la dernière glaciation, les souches pures de l'une ou l'autre espèces n'existent plus. 

## Parasitose
Le Brun et d'autres ichtyologues ont étudié les parasites de cette espèce (de 1988 à 1992) : ils montrent que Barbus meridionalis porte un parasite  (monogène, mis en évidence dans la Lergue) qui lui semble spécifique (dénommé Diplozoon gracile) et qu'on a jamais trouvé dans la nature chez le barbeau commun sauvage (alors qu'il s'y montre expérimentalement sensible selon Le Brun et al. (1988). La barrière qui protège le barbeau commun de ce parasite ne serait donc pas physiologique mais écologique et/ou éthologique, par exemple liée à une préférendum d'habitat différent (zones estivales sombres et calmes où le stade infestant du parasite serait présent ?) ou à une nourriture différente car le goujon (Gobio gobio,  aussi victime de ce parasite, a une écologie assez comparable à celle du barbeau méridional selon Le Brun et al. 1992). Dans la Lergue, les hybrides s'y montrent plus vulnérables.

### Source
- Étude sur le barbeau méridional